# Stanislav Petrović
Stanislav Petrović (Križanče, 8. rujna 1941.), hrvatski pjesnik. Živi i djeluje u Čakovcu.

## Životopis
Stanislav Petrović rođen je 8. rujna 1941. godine u Križanču (Hrvatsko zagorje). Osnovnu školu završio je u Vinici. U Čakovcu je završio Učiteljsku školu i Pedagošku akademiju. Nakon školovanja ostao je živjeti i raditi u Čakovcu.
Pjesme pisane na kajkavskom dijalektu objavljuje nakon 1973. godine kada se po prvi put javlja u Međimurskom kalendaru (Bregi dragi). Nakon toga vrlo uspješno sudjeljuje na smotrama i recitalima kajkavskog pjesništva: u Zlataru (od1973.), u Zelini (od 1973....), Samoboru-recitali za zborske popevke- gdje je gotovo svake godine nagrađivan.

Zastupljen je u antologijama: “Antologija novije kajkavske lirike” (časopis “Kaj” 3-5/1975. uredio Mladen Kuzmanović), antologija “Ogenj reči” uredio Joža Skok (časopis “Kaj” 4-6/1986.), “Skupljena baština” uredio Stijepo Mijović Kočan (Školske novine 1993.) te u najnovijoj antologiji moderne kajkavske lirike 20. stoljeća “Rieči sa zviranjka” 1999. uredio Joža Skok, "Garestinski hortus verbi" 2012. Joža Skok, (Varaždinska književna hrestomatija). Zatim Hrvatski kajkavski pjesmotvor devedesetih “Zercalo horvacko” 1999. uredio Ivan Kutnjak.

Pjesme su mu tiskane u raznim listovima, časopisima, zbornicima: "Forum", “Zeleni bregi Zeline”, “Zvira rieč”, ”Reči rieč”, “Gesta” “Kaj”, “Ako”, “Marko Marulić”, "Međimurje”, ”Zrcalo”, ”Susret rieči”...

O njemu su pisali: dr Zvonimir Bartolić, Ljubica Duić, mr Ernest Fišer, dr Stjepan Hranjec, Božica Jelušić, dr Alojz Jembrih, dr Ivo Kalinski, dr Zvonko Kovač, Ivan Kutnjak, Mladen Kuzmanović, Božica Pažur, Denis Peričić, dr Joža Skok, prof. Dragutin Toma i dr.

Pjesme su mu i uglazbljivali: Antun Čelar, Vinko Glasnović, Ivo Lhotka Kalinski, Rudolf Matz, Stjepan Mikac, Zvonimir Prelčec, Lidija Bajuk ...

Ilustrirali i likovno uređivali zbirke: Ivan Lacković Croata, Frane Paro, Zlatko Kauzlarić –Atač, Robert Wrana, Boris Lisjak.

Likovno-poetske mape: Petrović—Paro, Glas zvun zemlje, 1982.; Petrović—Wrana, Puot brez znakov, 1999.

Dobitnik je nagrade RSIZ-a za kulturu 1982. za zbirku “Glas zvun zemlje””, nagrada časopisa “Kaj”, ”Radio-Sljemena”, ”Večernjeg lista”, te mnogih recitala.
Jedan je od osnivača književnog kluba “Reči rieč” u Čakovcu.

Član je DHK od 1986. godine.

## Likovni radovi
U travnju 2010. u čakovečkom caffe baru Litera, postavio je prvu izložbu slika, likovnih minijatura. 

U svom likovnom radu Petrović se predstavlja pod pseudonimom Stamat ('st' je Stanko, a 'amat' amater). Slikanjem se počeo baviti sasvim slučajno. Sve je započelo koncem koji je umjetnik “zavuzlao”, bacao po papiru i ocrtavao zanimljive oblike. Nakon toga povratka više nije bilo, te je počeo sve više slikati prstima i bojama, zatim s pastelama, pa temperama.

Slika na malim papirima, pola A4 formata i to zbog toga što svojim malenim sličicama želi svima poručiti da dođu bliže slici, da se okupe, stisnu i sudaraju, a ne da se odmiču jedni od drugih. Već sada iza Petrovića je popriličan opus slika, a tematike su opet raznolike. Malo pejzaža, malo figura, malo apstrakcija, a sve u smislu jedne igre. Ljepote.

## Nagrade
| Naziv nagrade               | Broj nagrada |
| Zelina 1. nagrada           | 3            |
| Zelina 2. nagrada           | 2            |
| Zelina 3. nagrada           | 2            |
| Večernjakova nagrada        | 4            |
| Nagrada časopisa KAJ        | 3            |
| Zlatar                      | 1            |
| Srebrna cesta               | 1            |
| Društvo hrvatskih prigoraca | 5            |
| Draga domača rieč           | 1            |

## Vanjske poveznice
- Petrović - pjesnik iz Čakovca
- Stanislav Petrović govori o dugogodišnjoj ljubavi prema pisanju i slikanju

## Mediji
Prilog s druženja u Kraljevu vrtu u Čakovcu
Promocija zbirke pjesama "iskrenje u pijesku"